# Limonium sitiacum
Limonium sitiacum ist eine Pflanzenart aus der Gattung der Strandflieder (Limonium) in der Familie der Bleiwurzgewächse (Plumbaginaceae).

## Merkmale
Limonium sitiacum ist ein ausdauernder Halbstrauch, der Wuchshöhen von 10 bis 16 Zentimeter erreicht. Der Stängel ist hellgrün, rau, aufrecht und papillös. Die Laubblätter sind fleischig, schmal länglich bis spatelig und stumpf bis breit gestutzt. Sie messen 15 bis 20 (30) × 5 bis 7 Millimeter.
Die Ähren sind 10 bis 60 Millimeter groß, locker und haben pro Zentimeter 2 bis 3 ein- bis zweiblütige Ährchen. Das innere Tragblatt ist 8 bis 9 Millimeter groß. Der Kelch ist 8 bis 9 Millimeter groß, schmal röhrig und am Grund grünlich gefärbt. Die Krone ist lila.
Die Blütezeit liegt im Mai.

## Vorkommen
Limonium sitiacum kommt an der Nordostküste Kretas sowie auf einer Kleininsel bei Kasos vor. Die Art wächst auf Kalkfelsen und steilen Felshängen in Höhenlagen von 0 bis 180 Meter.

## Belege
- Ralf Jahn, Peter Schönfelder: Exkursionsflora für Kreta. Mit Beiträgen von Alfred Mayer und Martin Scheuerer. Eugen Ulmer, Stuttgart (Hohenheim) 1995, ISBN 3-8001-3478-0, S. 227.